# Xabier Alonso Olano
Xabier Alonso Olano (Tolosa, 25 de novembre de 1981) és un exfutbolista professional basc que jugava com a migcampista. Va disputar la major part de la seva carrera entre el Liverpool FC i el Reial Madrid CF, i es va retirar al FC Bayern de Múnic. Actualment és l'entrenador del Reial Madrid.

## Biografia
Nascut el 25 de novembre de 1981 a Tolosa, és fill de l'exfutbolista Periko Alonso.
Provinent del planter de la Reial Societat, va estar tres temporades jugant al primer equip del club donostiarra, després d'una cessió a la SD Eibar. Va contribuir en gran manera al subcampionat de lliga que la Reial va aconseguir sota les ordres de l'entrenador francès Reynald Denoueix.
Fou fitxat pel club anglès Liverpool FC la temporada 2004-05. Els seguidors "reds" el van escollir com a la millor incorporació de la temporada seguit del badaloní Luis García a través d'una enquesta duta a terme a la pàgina web del club anglès.
El 4 d'agost de 2009 es confirma el fitxatge d'Alonso pel Reial Madrid de Florentino Pérez.
El 29 d'agost de 2014 el Reial Madrid va fer oficial el traspàs del migcampista al Bayern de Múnic. Alonso, de 32 anys, signà contracte per dues temporades amb el club bavarès, amb un sou d'uns 10 milions d'euros.
Actualment, el jugador està retirat i ha deixat darrere seu una gran llista de rècords i premis.

## Selecció espanyola
Va debutar amb la selecció espanyola el 30 d'abril de 2003 davant la selecció de l'Equador.
En el mundial celebrat a Alemanya l'estiu del 2006, va jugar tres partits i va aconseguir un gol contra Ucraïna en el primer partit.
El 27 de maig de 2013, entrà a la llista de 26 preseleccionats per Vicente del Bosque per disputar la Copa Confederacions 2013, tot i que posteriorment el 2 de juny, no va ser inclòs a la llista definitiva de convocats per aquesta competició, a causa d'una pubàlgia.
El 31 de maig de 2014 entrà a la llista de 23 seleccionats per Vicente del Bosque per participar en la Copa del Món de Futbol de 2014; aquesta serà la seva tercera participació en un mundial. En cas que la selecció espanyola, la campiona del món del moment, guanyés novament el campionat, cada jugador cobraria una prima de 720.000 euros, la més alta de la història, 120.000 euros més que l'any anterior.
L'agost de 2014 va anunciar la seva retirada de la selecció espanyola.

## Palmarès

### Com a jugador

#### Liverpool FC
- 1 Lliga de Campions (2005)
- 1 Supercopa d'Europa (2005)
- 1 Copa anglesa de futbol (2005-06)
- 1 Community Shield (2006)

#### Reial Madrid CF[3]
- 1 Primera Divisió: 2011-12
- 2 Copes del Rei: 2010-11 i 2013-14
- 1 Supercopa d'Espanya: 2012
- 1 Lliga de Campions de la UEFA: 2013–14
- 1 Supercopa d'Europa: 2014[10][11]

#### FC Bayern de Múnic
- 3 Lligues alemanyes: 2014/15, 2015/16 i 2016/17
- 1 Copa alemanya: 2015-16
- 1 Supercopa alemanya: 2016

#### Selecció espanyola
- 2 Campionats d'Europa de futbol: 2008 i 2012
- 1 Copa del Món de Futbol: 2010
- Equip Ideal de l'Eurocopa 2012

### Com a entrenador

#### Bayer Leverkusen
- 1 Bundesliga: 2023-24[12]
- 1 Copa alemanya: 2023-24[13]
- 1 Supercopa alemanya: 2024[14]